# Ako (actrice)
Pour les articles homonymes, voir AKO.
Ako (亜湖), née le 12 avril 1958, est une actrice japonaise. Elle a reçu le Prix de la meilleure actrice dans un second rôle lors du 1er Festival du film de Yokohama en 1979 pour les films La Femme aux cheveux rouges et L'Été de la dernière étreinte.

## Filmographie

### Cinéma
- 1978 : Hoshizora no marionette de Hōjin Hashiura : Akemi
- 1978 : Pink Tush Girl (Momojiri musume: Pinku hippu gaaru) de Kōyū Ohara : Yuko Taguchi
- 1978 : Orion no satsui yori: Jōji no hōteishiki de Kichitarō Negishi : la camarade de classe
- 1978 : Dan Oniroku bara no nikutai de Katsuhiko Fujii : Yuri
- 1979 : La Femme aux cheveux rouges (Akai kami no onna) de Tatsumi Kumashiro : Kazuko
- 1979 : Pink Tush Girl: Love Attack (Momojiri musume: rabu atakku) de Kōyū Ohara : Yuko Taguchi
- 1979 : L'Été de la dernière étreinte (Nureta shumatsu) de Kichitarō Negishi : Tokiko Kazama, Toko
- 1979 : Seishun Part II de Kōyū Ohara
- 1979 : Kanpaku sengen de Shūe Matsubayashi
- 1980 : Pink Tush Girl: Proposal Strategy (Momojiri musume: purpozu daisakusen) de Kōyū Ohara : Yuko Taguchi
- 1980 : Hard Scandal : Les Naufragés du sexe (Hard scandal: sei no hyoryu-sha) de Noboru Tanaka : la femme
- 1980 : Tosa no Ipponzuri de Yōichi Maeda : Maruko
- 1981 : Pourquoi pas ? (ええじゃないか, Eijanaika?) de Shōhei Imamura : Oyoshi
- 1981 : Essential Information for a College Girl (Joshidaisei no kiso chishiki: ano ano) de Kōyū Ohara : Yukari Haruki
- 1981 : Kura no naka de Yōichi Takabayashi : Tamae Mano
- 1984 : Mitsugetsu de Hōjin Hashiura
- 1984 : Fujun na kankei de Shōgorō Nishimura : Reiko Kojima
- 1987 : Makeup de Shun Nakahara
- 1987 : Shinran ou la voix immaculée (Shinran: Shiroi michi) de Rentarō Mikuni : Shiina
- 1987 : Gokudo no onna-tachi 2 de Tooru Dobashi : la femme de Kageyama
- 1987 : Machi nureta onna de Yasuaki Uegaki : la femme au bar
- 1989 : Shucchō d'Isao Okishima
- 1990 : Oazuke de Takuma Uchida
- 2001 : Dirty Scoundrels de Toshirō Enomoto : Yayoi Yoshimoto
- 2003 : Hōman bijo: Shitakute tamaranai! de Rei Sakamoto : Akane Shiratori
- 2005 : Monzetsu futamata: Nagare deru aieki de Rei Sakamoto : Yoshiko
- 2005 : Monzetsu futamata: Nagare deruaieki de Rei Sakamoto : Yoshiko
- 2006 : Shimai: Inran na mitsugi de Toshirō Enomoto : la femme de l'appartement
- 2008 : Rêve éveillé (夢のまにまに, Yume no mani mani?) de Takeo Kimura
- 2013 : Hadaka no itoko de Gitan Ōtsuru
- 2013 : Senpuku de Nobuhiko Hosaka
- 2018 : Asu ni kakeru hashi 1989 nen no omoide de Takafumi Ohta : Cafe Mama

### Série
- 2024 : Shōgun : Daiyoin / Dame Iyo

### Télévision
- 1978 : Hito wa sore wo scandal to iu (série) : Ranko sekine
- 1979 : Shura no tabishite (téléfilm) de Yukio Fukamachi : Akiko aka Ako
- 1980 : Fūjin no Mon (série) : Umegae
- 1981 : Jūmanbun no ichi no gūzen (téléfilm) de Kazuo Kuroki
- 1984 : Shin yumechiyo nikki (série)
- 1987 : Haruchan: Machikutabireta onna (téléfilm) de Satoru Mizushima
- 1987 : The Asami Mitsuhiko Mystery 2 (téléfilm) de Katsuhiko Fujii
- 1988 : Hagure keiji: Junjōha (série, 1 épisode)